# Netrunner (カードゲーム)
Netrunner（ネットランナー）は、1996年にウィザーズ・オブ・ザ・コースト社が発表したトレーディングカードゲームである。同社の「マジック:ザ・ギャザリング」の生みの親であるリチャード・ガーフィールドがゲームデザインを担当した。当初発表された基本セット(v1.0)のほかに、拡張セットとして「Proteus」(v2.1)および「Classic」(v2.2)がある。

## 概要
Netrunnerの世界観は、R. Talsorian Games社が発行するテーブルトークRPG「サイバーパンク2.0.2.0.」をベースとしたサイバーパンクである。サイバースペースが全世界を覆いサイバネティクス技術が発達した近未来を舞台として、国家を凌駕する権力を持つに至ったグローバルな巨大企業体「Corp(コーポ)」と、Corpのネットワークへと侵入して企業機密を盗み出すデータ盗賊「Runner(ランナー)」の対決を描いている。
Netrunnerでは、二人のプレイヤーがそれぞれ「Corp」と「Runner」に分かれてプレイし、対戦相手よりも先に自分の役割に課せられた目標（勝利条件）を達成することを競う。
Corpの目標は、合法非合法問わず様々なAgenda（事業計画）を、時間とコストを投入して達成し利益を得ることである。また、達成前のAgendaが外部に漏洩してCorpの利益を損なうのを防ぐため、ICE（アイス）と呼ばれる保安プログラムを幾重にも張り巡らせ要塞化することで、自社のネットワークを侵入者から守っている。
Runnerの目標は、これに対して、Corpのネットワークへ侵入を仕掛け(Run)、サイバースペースデッキとICEbreaker（アイスブレーカー）を駆使して、データ要塞の最深部からAgendaを盗み出すことにある。もちろん、Corpのデータ要塞は一筋縄に攻略できるものではない。ストリートのコネを使って資金(Bit)を稼ぎ、侵入に用いる各種のハードウェアやプログラムを買い揃え、ネットを通じて他のRunnerたちの支援を受けることが欠かせない。
またCorpは、神出鬼没なRunnerの攻撃に対して電子的な防御を固めるだけでなく、より積極的にRunnerの排除や抹殺(Flatline)を試みることがある。ある時は、非合法のBlack ICE（ブラックアイス）を用いてネットワークに直結している侵入者の脳を焼き、あるいはRunnerの物理的な居所を突き止めて暗殺チームを送り込み、果ては標的の居住区画を市街ごと吹き飛ばすことさえ厭わない。すなわち、Corpの執拗な追跡と攻撃から身を守ることができなかったRunnerを待ち受けるのは、確実な死である。

## 特徴
Netrunnerは、既存のトレーディングカードゲームと比較して、以下の点で特徴的なゲームデザインがなされている。

### 非対称的なゲームデザイン
Netrunnerにおいて、プレイヤーはそれぞれCorpとRunnerという、二つの役割に分かれてゲームを行う。すなわち、どちらも「Bitを消費してAction単位で行動する」という点を除いて、適用されるルール・使用できるカードセット・勝利条件に至るまで、CorpとRunnerは全く異なる立場でゲームを進めていく。
ゲームにおいて中心的な役割を果たすのは、Corpが持つAgendaカードである。Corp側はAgendaを7点分獲得すること、Runner側はRunによってCorpから7点分のAgendaカードを奪い取ることが、このゲームの主要な目標となる。
基本的に、Runner側の場札は全て公開されるのに対し、Corp側は最初にカードを場に伏せたまま出し、必要に応じてコストを支払って起動(Rez)する。ゲームの鍵を握るAgendaの所在や、対戦相手に対して伏せられた攻撃・防御オプションの探り合いと駆け引きも、このゲームの重要な要素である。

### アクション制の採用
Netrunnerの最大の特徴は、ゲーム進行の単位として「アクション(Action)」を採用した点にある。各プレイヤーは1ターンごとに、Corpは3アクション（＋強制ドロー）、Runnerは4アクションが割り当てられる。各プレイヤーは、1アクションごとに「山札から一枚引く」「1Bitを獲得する」「カードを場に出す」「場に出したカードを使う」「Agendaを進める」「Runを行う」などの行動を任意に選択できる。
アクション制の採用により、Netrunnerは自由度の高いゲームプレイを可能としている。たとえば、多くのトレーディングカードゲームが採用する「ターンの最初に山札から一枚引いて手札にする」というルールは、とりわけRunner側において必須ではない。すなわち、1ターンのうちに4アクション全てを消費して4枚ドローすることを選べる一方、全てのアクションをBitの獲得に費やし、1枚も山札を引かないことも可能である。
また、アクション制の下では、各アクションから効率よくパフォーマンスを生み出すことを意識したゲームプレイが重要となる。これは、カード・コスト・各種行動といった相互に異なる要素を、「1アクション」という共通の単位の下で評価できるからである。このため、他の同種のゲームと比べて、各リソースの兌換性が特に前面に押し出されたゲームデザインとなっている。

### 手札・山札の重要性
Runnerは、Corpが場に出したカードだけでなく手札(HQ)や山札(R&D)、捨て札(Archive)に対しても、同様にRunによって攻撃を仕掛けることができる。これを放置すれば、場に出す前のAgendaを奪われたり、重要なカードを破棄される恐れがあるため、Corpは手札や山札に対してもICEを設置して防御を固める必要が出てくる。
一方で、Runnerの手札の枚数は、Runnerが選択できる行動の幅であると同時に、Runner自身の耐久値としても扱われる。すなわち、RunnerがCorpからの攻撃によってダメージを受けた場合、ダメージ点数分の枚数の手札を破棄しなければならない。また、手札の枚数以上のダメージを受けたRunnerは即座に敗北となる。

## 評価
発表当時の「InQuest」誌のレビューで6点満点を獲得した。しかし、商業的には失敗に終わったことから、Wizards社は「Classic」の発表後しばらく後にNetrunnerへのサポートを打ち切り、現在は絶版となっている。
サポートの打ち切りが発表された当時、Wizards社に対して関連する版権の第三者への譲渡や開放を求める動きがあったが、いずれも実現には至っていない。
2012年にen:Fantasy Flight Games社から同社のボードゲーム「Android」の世界をベースに、Living Card Gameの「en:Android: Netrunner」として発売された。